# 산하자
산하자 혹은 센하자(영어: Sanhaja, 아랍어:  صنهاجة Ṣanhājah)는 한때 자나타(Zanata), 마스무다(Masmuda)와 함께 베르베르 부족에서 가장 컸던 마그레브의 부족 연합이다. 베르베르 근처에 살던 많은 부족들이 이 부족으로부터 나왔고, 오늘날까지도 베르베르 형태의 이 부족의 민족명을 가지고 있는 부족도 있다.